# Plédéliac
Plédéliac är en kommun i departementet Côtes-d'Armor i regionen Bretagne i nordvästra Frankrike. Kommunen ligger i kantonen Jugon-les-Lacs som tillhör arrondissementet Dinan. År 2022 hade Plédéliac 1 602 invånare.

## Befolkningsutveckling
Antalet invånare i kommunen Plédéliac
Referens:INSEE

## Galleri

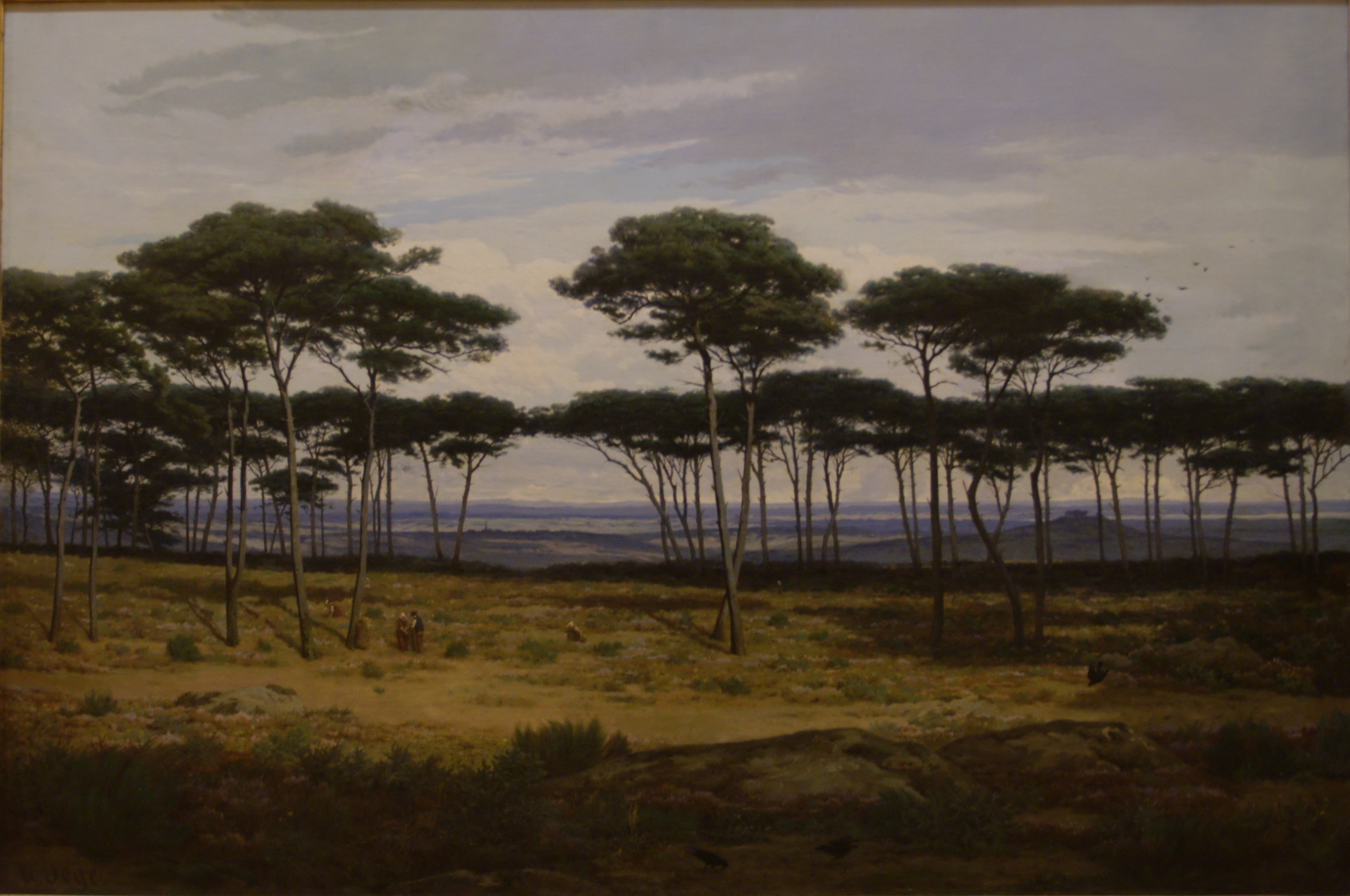
Les pins de Plédéliac (sv: Plédéliacs tallar) av Alexandre Ségé, 1874